# Dorestad

Orașul Dorestad în 716.

În Evul Mediu timpuriu, Dorestad a fost cea mai mare așezare (emporia) din nord-vestul Europei. A fost un oraș comercial înfloritor situat unde râurile Rin și Lek se abat spre sud-estul Utrechtului, în Țările de Jos, în apropiere de orașul modern Wijk bij Duurstede. În epoca romană, pe același loc a fost construită o cetate romană defensivă, aceasta fiind încă în uz în timpul existenței orașului Dorestad. Între 600 și 719 Dorestadul a fost martor a conflictelor dintre franci și frizoni.

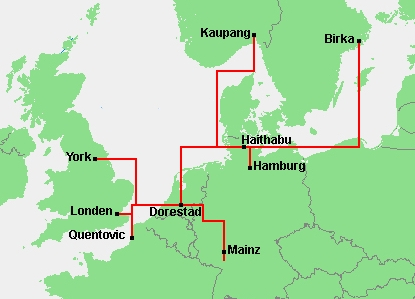
Dorestadul și principalele rute comerciale din Marea Nordului.

Dorestad a fost un centru comercial din Marea Nordului între secolul al VII-lea și mijlocul secolului al IX-lea, comercializând în principal produse din Renania. Vinul a fost printre cele mai importante produse comercializate la Dorestad, probabil de la viile de la sud de Mainz.
Mai târziu, sceații și monedele carolingiene au fost bătute acolo. Datorită succesului său comercial, potrivit unor surse medievale creștine scrise, Dorestad a atras atenția vikingilor, care au atacat frecvent locul (834, 835, 836, 837, 844, 857 și 863). Dorestad a devenit capitala regatului viking a Dorestadului, care a durat între 850 și 885.
Dorestad a început să decadă în jurul anului 850, devenind o așezare agricolă mică. Cu toate acestea, în 896, regele Zwentibold de Lotharingia menționează drepturile și privilegiile locuitorilor într-un document.